# La Cible (jeu télévisé)
Pour les articles homonymes, voir La Cible.
La Cible était un jeu télévisé français diffusé sur France 2 du 6 janvier 2003 au 30 mars 2007, adapté du format américain Face Off. 
Le jeu a été créé par Robert Caplain et Thomas Colamaria, et adapté par François Guillardet. 
Le jeu a été présenté par Olivier Minne du 6 janvier 2003 au 1er juillet 2006, puis par Marie-Ange Nardi du 4 septembre 2006 au 30 mars 2007.

## Historique
Lors de son lancement le 6 janvier 2003 et jusqu'au 4 juillet 2003, le jeu est diffusé du lundi au vendredi à 17 h 20.
Pendant l'été 2003, il est décalé à 12 h à partir du 7 juillet 2003, à la place du jeu Pyramide présenté par Patrice Laffont. À la suite de son succès, La Cible est confirmée à cet horaire en septembre 2003 et Pyramide est alors supprimé des grilles. La case de l'après-midi est reprise par Stéphane Thebaut, voix-off de La Cible, et son jeu Tout vu tout lu. 
Le jeu est alors diffusé à midi du lundi au samedi jusqu'au 1er juillet 2006.
Après trois années de diffusion à midi et à faire face à la concurrence du jeu Attention à la marche ! présenté par Jean-Luc Reichmann sur TF1, France 2 décide de renouveler son jeu du déjeuner. Ainsi, La Cible est remplacée par le jeu Tout le monde veut prendre sa place animé par Nagui à partir du 3 juillet 2006.
Le 4 septembre 2006, La Cible revient à l'antenne et retrouve sa case d'origine, du lundi au vendredi en fin d'après-midi à 17 h, avec désormais Marie-Ange Nardi à la présentation à la place d'Olivier Minne qui a fait le choix de quitter l'émission. Le jeu remplace alors Carbone 14 de Ness qui fut diffusé dans cette case à la fin de la saison précédente. Le 8 janvier 2007, le jeu connaît quelques modifications de sa formule,.
Le 30 mars 2007, à la suite d'audiences décevantes, La Cible est définitivement supprimée de l'antenne. Le jeu est remplacé par la série Rex, chien flic dès le 2 avril 2007.

## Principe du jeu
Douze candidats, issus pour moitié de castings et pour moitié du public, jouent chaque jour pour une place en finale en répondant à des questions de culture générale à thème. Ils sont disposés debout autour de "la Cible", composée de cercles concentriques correspondant pour chacun à une phase de jeu. Au cours de la finale, le candidat devra répondre correctement à six questions pour tenter de remporter le cœur de la Cible, à savoir une somme de 2 000 € augmentée de 500 € à chaque fois qu'un finaliste n'arrive pas à le décrocher. À ses débuts, le cœur de cible démarrait à 500 euros et augmentait de 500 euros tant qu'un finaliste n'arrivait pas à la décrocher. De 2004 à 2006, il était fixé à 6 000 € pour les émissions spéciales (par exemple, spéciale "mères et fils").
Le générique était d'Antoine Lantieri et Marc Tatou.

### Les Sélections
Nouveauté introduite le 8 janvier 2007, cette phase préliminaire a pour but de sélectionner six candidats au sein du public. Pour cela, deux questions à choix multiples sont posées au public, qui dispose de cinq secondes pour répondre via une télécommande.
À la fin de chaque question, les trois plus rapides à donner la bonne réponse sont qualifiés pour participer au jeu et viennent rejoindre le centre du plateau où se trouvent déjà les six candidats sélectionnés lors des castings.
De septembre 2006 à décembre 2006, la phase préliminaire s'appelait La Communauté et faisait participer les 12 candidats déjà présent au centre du plateau, elle consistait à compléter des phrases célèbres.
Exemple. « Pour Jean de la Fontaine, "Tout flatteur vit aux dépens... ? »
Un premier candidat est interrogé, s'il répond correctement, une autre question est posée au candidat suivant mais s'il se trompe, la question est à nouveau posée à son voisin. Chaque bonne réponse rapporte 2 secondes. Lorsque les 12 candidats ont été interrogés, on comptabilise le nombre de secondes engrangées. Ce temps sera ajouté aux 100 secondes dont disposera le finaliste pour tenter de décrocher le cœur de la Cible (il peut donc voir son chronomètre augmenter jusqu'à 124 secondes). Aucun candidat n'est éliminé.

### Le Grand tour
- Les 12 candidats se présentent à cette phase, dont 6 seront éliminés. Disposés en cercle autour d'une caméra pivotant à 360 °, ils doivent répondre à des questions appelant plusieurs réponses.

Exemple. « Citez-moi un film dans lequel Jean Gabin est à l'affiche. »
La caméra s'oriente alors vers un candidat au hasard, lequel dispose de quatre secondes pour donner sa proposition. S'il répond correctement, il reste en jeu et un autre candidat est interrogé ; en revanche, il est éliminé s'il ne répond pas dans le temps imparti, si sa réponse est fausse ou incomplète, ou encore s'il répète une réponse déjà donnée.
Au bout de deux candidats éliminés, une autre question est posée. Trois questions sont posées au total lors de cette manche.
- Auparavant, il y avait deux tours où 3 candidats étaient éliminés dans chacun des tours, soit deux questions au total. Les femmes jouaient le premier tour, les hommes le second. Avant l'été 2003, les 12 candidats jouaient le premier tour, puis les 9 restants jouaient le second.

### Les Définitions
6 candidats se présentent à cette phase, dont 2 seront éliminés. Toujours disposés en cercle autour de la caméra, ils doivent, chacun leur tour, trouver le mot correspondant à une série de six définitions dont les réponses commencent toutes par une même lettre (J, par exemple), et ce en 30 secondes. Le candidat peut passer, auquel cas la définition lui sera répétée s'il lui reste un peu de temps ; mais s'il se trompe, la définition est définitivement perdue et il ne peut pas se rattraper.
Les candidats ayant donné le moins de bonnes réponses sont éliminés. En cas d'égalité entre des candidats au niveau du nombre de bonnes réponses, ce sont ceux qui auront mis le plus de temps à donner leur dernière bonne réponse qui sont éliminés.
En janvier 2003, la troisième manche s'appelait Les Indices : le candidat devait choisir entre deux thèmes, et derrière chaque thème se cachait une question appelant 5 réponses. Il avait 20 secondes pour les donner et marquait un point par réponse correcte, et les deux candidats ayant donné le moins de bonnes réponses étaient éliminés (comme aux Définitions).

### La Suite...
Les 4 candidats restants se présentent à cette phase, dont 2 seront éliminés. Toujours disposés en cercle autour de la caméra, ils doivent reconstituer une suite logique à l'aide d'un indice et de trois éléments communs.
Exemple. « Indice : îles exclues. Avec : Ouganda, Guinée Équatoriale, Niger. » On demande aux candidats de citer des noms d'États du continent africain.
La caméra s'oriente alors vers un candidat au hasard, lequel a quatre secondes pour donner sa proposition. S'il répond correctement, il reste en jeu et un autre candidat est interrogé ; en revanche, il est éliminé s'il ne répond pas dans le temps imparti, si sa réponse est fausse ou incomplète, ou encore s'il répète une réponse déjà donnée. Le dernier candidat encore en jeu ayant donné au moins une bonne réponse gagne un point, et une autre suite démarre. Les deux premiers candidats qui atteignent deux points sont qualifiés.
Jusqu'en juillet 2003, la quatrième manche s'appelait Les Duels : deux candidats jouaient le premier duel, deux autres jouaient le second. Dans le premier duel, les deux premiers candidats devaient répondre à une question appelant plusieurs réponses et poursuivaient jusqu'à ce que l'un des deux ne répond pas dans le temps imparti, donne une réponse fausse ou incomplète, ou encore répète une réponse déjà donnée ; dans ce cas, son adversaire marquait un point, et le premier à marquer deux points était qualifié. Puis c'était au tour du second duel des deux autres candidats de s'affronter.

### Les Enchères
Cette phase départage les deux derniers candidats. Une question appelant plusieurs réponses leur est posée. Chacun leur tour, les candidats annoncent le nombre de propositions qu'ils peuvent énoncer, et surenchérissent. Lorsqu'un candidat dit « Je laisse », l'autre est alors tenu de donner les réponses qu'il a promises : il peut donc être utile de faire monter les enchères, mais attention à ne pas se faire prendre à son propre piège !
Si toutes les réponses du candidat sont bonnes, il marque un point ; en revanche, si l'une d'entre elles est fausse ou redondante, ou s'il hésite trop longtemps, le point va à l'adversaire. Il faut deux points pour remporter la manche.

### La Finale
Le candidat doit répondre à six questions (les six niveaux) en 120 secondes  (en 100 secondes de janvier 2003 à décembre 2006)
. La première question appelle une bonne réponse, la deuxième 2, la troisième 3, jusqu'à la sixième qui en appelle 6. Il peut énoncer autant de propositions qu'il le souhaite, l'essentiel étant qu'au moment où il dit "Je valide", il ait suffisamment de bonnes réponses. Il peut aussi passer la question à deux reprises dans un même niveau - s'il passe une troisième fois, on lui repose la première question du niveau.
À la fin des deux minutes, un bilan des réponses énoncées est fait. Le candidat remporte 100 € par niveau correctement franchi, mais s'il fait un parcours sans faute, il remporte le cœur de la Cible.
Aux débuts de l'émission, le candidat ne remportait pas d'argent s'il ne traversait pas les six niveaux. De 2005 à 2006, si le candidat franchissait correctement les 3 premiers niveaux, il pouvait soit repartir avec 500 € ou continuer pour remporter le cœur de cible.

## Remarques sur l'utilisation de la caméra
À ses débuts, la caméra n'avait servi que pour les deux premiers tours ; puis au cours de l'année 2003, la caméra était progressivement de plus en plus utilisée. C'est pour cette raison que « Les Indices » et « Les Duels » ont été remplacés respectivement par « Les Définitions » et « La Suite... ».

## Les records
| Année | Nom              | Gains    |
| ----- | ---------------- | -------- |
| 2005  | Alexandre        | 16 000 € |
| 2006  | Florence et Marc | 21 500 € |
| 2004  | Benoit           | 32 000 € |

## Audiences
- À ses débuts en 2003, quand il était diffusé en fin d'après-midi, le jeu réunissait en moyenne 1,7 million de téléspectateurs, soit 22,4 % du public, ce qui a permis plusieurs fois à France 2 d'être leader à cette case horaire[8].
- À midi, La Cible rassemblait en moyenne 1,7 million de téléspectateurs et 23 % de parts de marché.[réf. nécessaire]
- Le 4 septembre 2006, le jeu pour la première fois animé par Marie-Ange Nardi à 17 h réuni 840 900 téléspectateurs, soit 15,3 % du public.

## Jeu de société
En 2004, Ravensburger a édité l’émission en jeu de société, reprenant le principe identique de l’émission. Le jeu de société pouvait se jouer de 3 à 6 joueurs ou en équipes dès 14 ans. Ce jeu a connu des mécontentements à l’époque, car le jeu ne proposait pas les réponses des questions proposées aux manches suivantes : premier tour, la suite, les enchères et la finale ; seule la manche des définitions avait les réponses. À l’époque, il était difficile de chercher les réponses, comme Internet n’était pas assez développé, elles étaient donc souvent invérifiables, ce qui rendra donc le jeu pratiquement injouable pour l’époque.

## Versions étrangères
Le format du jeu a été exporté dans trois pays dans le monde. Au Canada (Québec), c'est sous le titre Le Cercle que l'émission est diffusée, sur la chaîne de télévision privée TVA, à partir de 2005.
| Pays            | Nom de l'émission | Présentateur               | Chaîne     | Première diffusion | Dernière diffusion |
| --------------- | ----------------- | -------------------------- | ---------- | ------------------ | ------------------ |
| Canada (Québec) | Le Cercle         | Charles Lafortune          | TVA        | 19 septembre 2005  | 16 décembre 2011   |
| Allemagne       | Die Spielarena    | Sascha Kalupke             | Kabel eins | 17 juillet 2006    | 4 août 2006        |
| Viêt Nam        | Đối Mặt           | Trung Kiên Trần Quang Minh | VTV3       | 28 octobre 2007    | 7 novembre 2010    |